# Desert dels serveis
Desert dels serveis, de l'alemany Servicewüste, és un concepte del màrqueting, que significa «la manca total de serveis acceptables». El terme té una connotació negativa.
Va ser llençat a Alemanya el 1995 per l'empresari i catedràtic d'administració d'empreses Hermann Simon. Havia constatat que en moltes empreses, el client es considera com un suplicant, un mal necessari. També va observar com, de llur costat, els consumidors es queixien de la manca de servei. Vint anys després, no hi havia canviat gaire, i els clients quedaven descontents amb el nivell de servei. La popularització de la venda en línia encara ha exacerbat el problema: «En moltes empreses, el contacte amb el departament de serveis es troba amagat en algun lloc del lloc web, les empreses no responen a consultes i queixes, el personal del servei és incompetent o les empreses retarden els clients fins que es rendeixen exasperats o fins que s'acaben els terminis.» Segons un estudi de la Federació de Consumidors Alemanya (VZBV) del 2022, el servei dolent té dues raons principals: o bé les empreses pensen que el servei al client no és important o el menyspreu dels drets dels consumidors és intencionat i calculat per tal d'estalviar costos. Resumit: «heu comprat, heu pagat, el que passa després ja no és el nostre problema».
Del principi modern de l'autoservei introduït als anys 60 del segle xx, s'ha arribat a l'extrem del «no servei», amb l'arquetip del client perdut als passadissos d'un supermercat, sense cap persona a qui demanar ajuda. O el viacrucis del client solitari, perdut en hores de música d'espera avorrida d'un centre d'atenció telefònica, sense poder parlar amb ningú, i quan l'atenen, ha de repetir la història del seu problema que ja ha explicat tres vegades, o una banca que acull el client amb una veu computeritzada que no compren cap qüestió. En la seva recerca del 1995, Hermann Simon al·ludia també al fenomen de molts industrials que es concentren orgullosament en la qualitat del producte, tot ignorant la necessitat d'oferir un servei després de la venda, obviant que en un món on tots els productes s'assemblen cada dia més, només es pot diferenciar per la qualitat del servei.